# Cal Borni (Olot)
Cal Borni és una masia situada al municipi d'Olot, a la comarca catalana de la Garrotxa. Es troba a la vora de l'Oratori de la Sagrada Família.